# Gouvernement D'Alema II
République italienne
D'Alema I Amato II
Le gouvernement D'Alema II (en italien : Governo D'Alema II) est le 55e gouvernement de la République italienne entre le 22 décembre 1999 et le 25 avril 2000, sous la XIIIe législature du Parlement républicain.
Il est dirigé par le social-démocrate Massimo D'Alema, démissionnaire volontairement, et repose sur une coalition entre plusieurs partis de centre gauche. Il succède au gouvernement D'Alema I et cède le pouvoir à Giuliano Amato et à son second gouvernement après le renoncement de Massimo D'Alema à la présidence du Conseil.

## Historique du mandat
Ce gouvernement est dirigé par le président du Conseil des ministres social-démocrate sortant Massimo D'Alema. Il est constitué par une coalition de centre gauche entre les Démocrates de gauche (DS), le Parti populaire italien (PPI), Les Démocrates (Dem), le Parti des communistes italiens (PdCI), le Renouveau italien (RI), la Fédération des Verts (FdV) et l'Union des démocrates pour l'Europe (UDEUR). Ensemble, ils disposent de 308 députés sur 630, soit 48,9 % des sièges de la Chambre des députés ; et de 179 sénateurs sur 324, soit 55,2 % du Sénat de la République.
Il est formé à la suite de la démission volontaire de Massimo D'Alema, au pouvoir depuis octobre 1998.
Il succède donc au gouvernement D'Alema I, constitué par une alliance globalement identique.

### Formation
Massimo D'Alema remet le 18 décembre 1999 sa démission au président de la République Carlo Azeglio Ciampi, qui ne l'accepte pas dans l'immédiat, après que plusieurs partis de sa majorité ont demandé un remaniement ministériel. Après deux jours de consultations avec les différentes forces politiques parlementaires, le chef de l'État confie au chef du gouvernement le mandat de constituer un nouvel exécutif, ce que ce dernier accepte avec réserve. 
Le 22 décembre, après quatre jours de crise ministérielle, le président du Conseil démissionnaire présente sa liste de ministres au président de la République, qui les assermente dans la foulée. Il obtient le jour même la confiance du Sénat par 177 voix pour et 100 contre, puis celle de la Chambre le lendemain par 310 suffrages favorables et 287 défavorables.

### Succession
À la suite de la défaite du centre gauche aux élections régionales du 16 avril 2000, Massimo D'Alema démissionne le 19 avril. Le 22 avril, le ministre du Trésor Giuliano Amato reçoit le mandat présidentiel de formation du nouvel exécutif. Celui-ci présente trois jours plus tard son équipe gouvernementale, qui prête serment le 26 avril devant Carlo Azeglio Ciampi et reçoit en une semaine la confiance des deux chambres.

## Composition
- Par rapport au gouvernement D'Alema I, les nouveaux ministres sont indiqués en gras, ceux ayant changé d'attributions en italique.

| Poste                                                                                          | Titulaire | Titulaire           | Parti |
| ---------------------------------------------------------------------------------------------- | --------- | ------------------- | ----- |
| Président du Conseil des ministres                                                             |           | Massimo D'Alema     | DS    |
| Secrétaire d'État à la présidence du Conseil des ministres Secrétaire du Conseil des ministres |           | Enrico Micheli      | PPI   |
| Ministres sans portefeuille                                                                    |           |                     |       |
| Ministre pour les Réformes institutionnelles                                                   |           | Antonio Maccanico   | Dem   |
| Ministre pour la Fonction publique                                                             |           | Franco Bassanini    | DS    |
| Ministre pour les Affaires régionales                                                          |           | Katia Bellillo      | PdCI  |
| Ministre pour la Solidarité sociale                                                            |           | Livia Turco         | DS    |
| Ministre pour les Relations avec le Parlement                                                  |           | Agazio Loiero       | UDEUR |
| Ministre pour les Politiques communautaires                                                    |           | Patrizia Toia       | PPI   |
| Ministre pour l'Égalité des chances                                                            |           | Laura Balbo         | Sans  |
| Ministres                                                                                      |           |                     |       |
| Ministre des Affaires étrangères                                                               |           | Lamberto Dini       | RI    |
| Ministre de l'Intérieur                                                                        |           | Enzo Bianco         | Dem   |
| Ministre de la Justice                                                                         |           | Oliviero Diliberto  | PdCI  |
| Ministre des Finances                                                                          |           | Vincenzo Visco      | DS    |
| Ministre du Trésor, du Budget et de la Planification économique                                |           | Giuliano Amato      | Sans  |
| Ministre de la Défense                                                                         |           | Sergio Mattarella   | PPI   |
| Ministre de l'Éducation                                                                        |           | Luigi Berlinguer    | DS    |
| Ministre des Travaux publics                                                                   |           | Willer Bordon       | Dem   |
| Ministre des Communications                                                                    |           | Salvatore Cardinale | UDEUR |
| Ministre de l'Industrie, du Commerce et de l'Artisanat                                         |           | Enrico Letta        | PPI   |
| Ministre du Travail et de la Sécurité sociale                                                  |           | Cesare Salvi        | DS    |
| Ministre du Commerce extérieur                                                                 |           | Piero Fassino       | DS    |
| Ministre de la Santé                                                                           |           | Rosy Bindi          | PPI   |
| Ministre pour les Biens et les Activités culturels                                             |           | Giovanna Melandri   | DS    |
| Ministre de l'Environnement                                                                    |           | Edoardo Ronchi      | FdV   |
| Ministre de l'Enseignement supérieur et de la Recherche scientifique et technologique          |           | Ortensio Zecchino   | PPI   |
| Ministre des Politiques agricoles et forestières                                               |           | Paolo De Castro     | Dem   |
| Ministre des Transports et de la Navigation                                                    |           | Pier Luigi Bersani  | DS    |